# Islote de Fajou
El Islote de Fajou (en francés: Îlet à Fajou; o  îlet de Fajou) es una pequeña isla deshabitada situada en la bahía de Grand Cul-de-sac marin, en Guadalupe. Está casi completamente cubierta por manglares y solo emerge unos pocos metros.
Con una superficie de 115 hectáreas, el islote de Fajou es la mayor isla de Grand Cul-de-sac marin. Se encuentra a unos 6 km al norte de la desembocadura del estrecho de la Rivière Salée y a unos 6 km al oeste de la bahía de Vieux-Bourg. Surge de una zona de aguas poco profundas, delimitada al norte por una barrera de arrecifes de coral.  Administrativamente, el islote pertenece a la comuna de Morne-à-l'Eau.